# Helene Gries-Danican

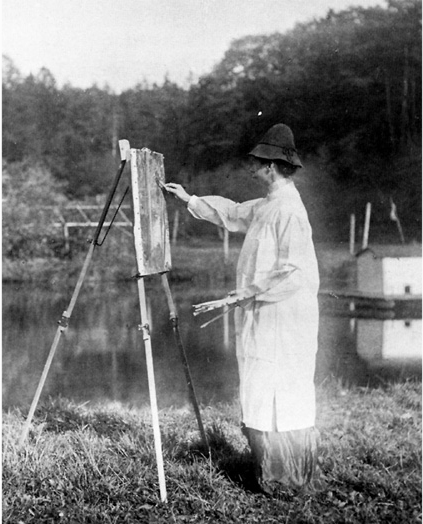
Helene Gries-Danican

Helene Anne-Marie Wilhelmine Gries-Danican (* 5. September 1874 in Kiel; † 27. März 1935 in Braunschweig) war eine deutsche Malerin.

Helene Gries-Danican als junge Frau

Helene Gries-Danican um 1930

## Leben
Helene Gries-Danican war das zweite von drei Kindern des Kieler Rechtsanwalts und Notars Justizrat August Gries-Danican (1838–1914) und seiner Frau Hedwig Gries-Danican, geb. Behncke (1853–1929). Ihre Geschwister hießen Emma (1872–1952) und Paul (1884–1951).
Der Beiname „Danican“ stammt von ihrem Urgroßvater, dem französischen General Louis Michel Auguste Thévenet (1764–1848), der während der Französischen Revolution mehrfach die Fronten wechselte, später aus Frankreich fliehen musste und sich um 1820 bei Itzehoe niederließ. Er kaufte dort das Landhaus „Plageberg“, das 1804 von Joseph Ramée für den Altonaer Kaufmann Benjamin Georg Jarvis (1760–1831) gebaut worden war, und nannte es nach seiner Tochter „Charlottenberg“.
Helene Gries-Danican litt seit ihrem sechsten Lebensjahr nach einer Operation an einer Gesichtsnervenlähmung. Als Folge davon war sie rechtsseitig entstellt, hatte mit einer Sprachstörung zu kämpfen und litt unter Schwerhörigkeit. Ihre erste schulische Ausbildung übernahm daher ihre Mutter, mit der sie während  dieser Zeit zurückgezogen auf Charlottenberg lebte. Später besuchte sie aber regelmäßig die Höhere Töchterschule in Kiel.
Mit zunehmendem Alter verstärkten sich die Symptome ihrer Krankheit. Sie verbitterte darüber aber nicht, sondern wurde stets als eine äußerst freundliche, liebenswerte Person beschrieben, die sich liebevoll um die Menschen ihrer Umgebung kümmerte.
Von 1895 bis 1907 dauerte die für eine Frau unter damaligen Bedingungen ungewöhnlich vielfältige künstlerische Ausbildung Helene Gries-Danicans, zuerst bei Georg Burmester in Kiel und Möltenort, danach mit den Stationen Dresden (1901/1902, Kunstschule Kops), Paris (1903/1904, Académie Colarossi), Kiel (1905/1906), Akademische Mal- und Zeichenschule, wieder bei Georg Burmester sowie Berlin (1906–1908, Malschule Dora Hitz). Ab 1908 bis 1912 nahm Gries-Danican an der jährlich während der Sommermonate in Barsbek bei Kiel von Georg Burmester eingerichteten Malerkolonie teil.
1912 übersiedelte die Familie nach Charlottenberg. Die erste große Studienreise führte Helene Gries-Danican 1913 nach Arild in Schweden (Halbinsel Kullen auf der Halbinsel Schonen). Die Ergebnisse dieser Reise, Meeresbilder mit leuchtenden Farben, wurden nach Ausstellungen, z. B. in der Kunsthalle zu Kiel, als Werke einer vielversprechenden, jungen Künstlerin sehr gelobt. Stets wurde in Rezensionen die Hoffnung ausgesprochen, dass sich das erkennbare Talent bestätigen und durchsetzen möge.
1914 brannte das Landhaus „Charlottenberg“ ab, kurz danach starb Gries-Danicans Vater, der stets ihr Förderer gewesen war und mit seinem Einkommen und Vermögen ihren Unterhalt gesichert hatte. Der Erste Weltkrieg verhinderte weitere künstlerische Arbeit, Gries-Danican beteiligte sich mit kunstgewerblichen Arbeiten am Unterhalt der Familie. Aus dieser Zeit sind mehrere stark völkisch-nationalistisch geprägte Gedichte und Briefe Gries-Danicans erhalten, stark beeinflusst von der insgesamt konservativen Familienatmosphäre, in der sie aufgewachsen war.
Nach dem Kriegsende unternahm Helene Gries-Danican mehrfach Studienreisen, von denen sie jedes Mal zu mehreren Arbeiten, immer Gemälden, oft auch grafischen Arbeiten, angeregt wurde. Ziele dieser Reisen waren bis auf wenige Ausnahmen Orte am Meer, meistens an der Ostsee. Lange Zeit fand sie nicht zum künstlerischen Format ihrer 1914 unterbrochenen Arbeit zurück. Erst mit den vier größeren Reisen, alle innerhalb Schleswig-Holsteins, gewann sie ihre frühere Schaffenskraft und Malfreude zurück, was sich auch auf die Qualität ihrer Bilder positiv auswirkte.
Helene Gries-Danican pflegte zusammen mit ihrer verwitweten Schwester Emma ihre bettlägerige Mutter von 1924 bis zu ihrem Tod.
Spätestens von 1903 an war Gries-Danican mit der Frauenrechtlerin Käthe Schirmacher (1865–1930) befreundet, wie ein umfangreicher Briefwechsel ausweist, von dem die an Schirmacher adressierten Schreiben Gries-Danicans im Nachlass Käthe Schirmachers in der Universitätsbibliothek Rostock verwahrt werden. Gries-Danican starb am 27. März 1935 in Braunschweig.

## Künstlerische Ausbildung
Nach handschriftlichem Lebenslauf von 1912 (Archiv der Kunsthalle zu Kiel) sowie Quellen aus dem Nachlassarchiv:

Académie Colarossi, Paris

- Kiel und Möltenort: 1895–1901 sowie 1905–06 Landschaft bei Georg Burmester
- Dresden: 1901–02 in der Kunstschule Kops Porträt und Akt bei Georg Lührig, dazu graphische Techniken
- Paris: 1902–04 in der Académie Colarossi Anatomie und Akt bei Gustave Coutois und Raphaael Colin, in der Académie de la Grande Chaumière Komposition bei Réne Ménard
- Berlin: 1906–1908 Porträt und Akt bei Dora Hitz
- Barsbek: 1908–1912 regelmäßige Teilnahme an der von G. Burmester während der Sommermonate eingerichteten Malerkolonie

## Werke

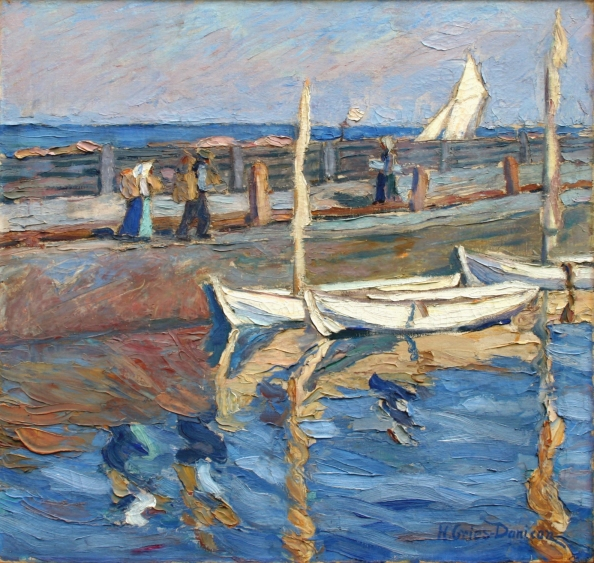
Schwedischer Fischerhafen

Fast alle bekannten Gemälde und Grafiken befinden sich in Privatbesitz.
Hervorzuheben sind (alle Öl auf Leinwand):
- Mädchen mit Kind, 87 × 81 cm, 1908;
- Dorfstraße, 60 × 74 cm, 1911;
- Rödahallar/Felsenküste, 65 × 85 cm, 1913;
- Das weiße Boot, 75 × 78 cm, 1913;
- Schwedischer Fischerhafen (oder An der Mole), 75 × 85 cm, 1913
- Ginster, 81 × 78 cm, 1922;
- Ostseebrandung I, 69 × 80 cm, 1930.

Werke in Museen
- Husum, Nordfriesisches Museum Ludwig-Nissenhaus, Nachlass Paul Wassily, Rödarhallar/Felsenküste, Öl a.L., 60 × 65 cm, 1913
- Itzehoe, Kreismuseum Prinzeßhof, 4 Ölbilder